# Christophe Zoa
Christophe Zoa (ur. 10 czerwca 1961 w Jaunde) – kameruński duchowny katolicki, biskup Sangmélima od 2009.

## Życiorys

### Prezbiterat
Święcenia kapłańskie otrzymał 15 czerwca 1991 i został inkardynowany do archidiecezji Jaunde. Po święceniach pracował przez dziewięć lat jako duszpasterz parafialny. W latach 2000–2004 studiował w Paryżu, zaś po powrocie do kraju został kanclerzem kurii.

### Episkopat
30 listopada 2006 papież Benedykt XVI mianował go biskupem pomocniczym archidiecezji Jaunde oraz biskupem tytularnym Hilta. Sakry biskupiej udzielił mu 3 lutego 2007 arcybiskup Simon-Victor Tonyé Bakot.
4 grudnia 2008 został mianowany biskupem ordynariuszem diecezji Sangmélima. Ingres odbył się 30 stycznia 2009.